# 432 a.C.

## Eventos

Império ateniense ao início da Guerra do Peloponeso

- 87a olimpíada; Sofrão da Ambrácia vence o estádio.[1]
- Lúcio Pinário Mamercino, Espúrio Postúmio Albo Regilense e Lúcio Fúrio Medulino, tribunos consulares em Roma.
- Pitodoro, arconte de Atenas.[2]
- Os atenienses excluem os cidadãos de Mégara do seu mercado, segundo Péricles, porque os megareus estavam cultivando em terra sagrada aos deuses. Filocoro, porém, sugeriu que o motivo de Péricles foi envolver Atenas em uma guerra, de forma que ele escapasse de ser processado por causa da construção da estátua de Atenas no Partenão por Fídias, já que Péricles era o supervisor e Fídias havia sido acusado de subtrair ouro da estátua e havia sido exilado por isto.[2]
- Início da guerra do Peloponeso, após a Olimpíada.[1]
- Corinto e Corfu iniciam um conflito, a batalha de Potideia.
- Fundação da cidade de Heracleia, na Magna Grécia.